# شانوز-شاتيناي (أين)
شانوز-شاتيناي (بالفرنسية: Chanoz-Châtenay)‏ هي بلدية فرنسية تقع في إقليم الأين في فرنسا. رمز إنسي لها هو:1084. أما الرمز البريدي لها فهو: 1400
- صدور، هسبريس - فاطمة الزهراء (9 أبريل 2025). "رصيف الصحافة: التحقيق في اختلالات ملف عقاري ضخم بمدينة مراكش". Hespress - هسبريس جريدة إلكترونية مغربية. مؤرشف من الأصل في 2025-04-11. اطلع عليه بتاريخ 2025-04-10..